# Rally van Corsica 1974
De Rally van Corsica 1974, officieel 18ème Tour de Corse, was de 18de editie van de Rally van Corsica en de achtste en laatste ronde van het Wereldkampioenschap Rally in 1974. Het was de 21ste rally in het Wereldkampioenschap Rally dat georganiseerd wordt door de Fédération Internationale de l'Automobile (FIA). De start en finish vond plaats in Ajaccio.
In de laatste ronde van het seizoen werd de titel bij de constructeurs beslist in het voordeel van Lancia, waar het dat Fiat nog slechts een theoretische kans had om te kunnen winnen. Hoewel kopman Sandro Munari op moest geven, was het zijn eenmalige teamgenoot Jean-Claude Andruet die met de overwinning aan de haal ging, terwijl Fulvio Bacchelli de best geklasseerde Fiat-rijder was op een zesde plaats. Renaults Jean-Pierre Nicolas en Jean-Luc Thérier completeerden het podium, Thérier actief met de nieuwe Alpine A310.

## Route
| Etappe | Dag(en)                                   | Klassementsproeven | Competitieve afstand |
| ------ | ----------------------------------------- | ------------------ | -------------------- |
| 1      | Zaterdag 30 november en zondag 1 december | 14                 | 374,90 kilometer     |
|        |                                           |                    |                      |
| Totaal | Totaal                                    | 14                 | 374,90 kilometer     |

## Resultaten
| Top tien klassement | Top tien klassement | Top tien klassement   | Top tien klassement     | Top tien klassement      | Top tien klassement | Top tien klassement  | Top tien klassement | Top tien klassement | Top tien klassement |
| Pos.                | Nr.                 | Rijder                | Navigator               | Auto                     | Gr.                 | Inschrijving         | Tijd                | Verschil            |                     |
| ------------------- | ------------------- | --------------------- | ----------------------- | ------------------------ | ------------------- | -------------------- | ------------------- | ------------------- | ------------------- |
| 1.                  | 2                   | Jean-Claude Andruet   | 'Biche'                 | Lancia Stratos HF        | 4                   | Lancia Marlboro      | 4:49.10             | 0.00                |                     |
| 2.                  | 10                  | Jean-Pierre Nicolas   | Vincent Laverne         | Alpine-Renault A110 1800 | 4                   | Alpine Renault Elf   | 4:52.38             | + 3.28              |                     |
| 3.                  | 7                   | Jean-Luc Thérier      | Michel Vial             | Alpine-Renault A310      | 4                   | Alpine Renault Elf   | 5:11.09             | + 22.59             |                     |
| 4.                  | 24                  | Jean-Pierre Manzagol  | Jean-François Filippi   | Alpine-Renault A110 1800 | 4                   | Jean-Pierre Manzagol | 5:14.43             | + 25.33             |                     |
| 5.                  | 3                   | Gérard Larrousse      | Christian Delferrier    | Alpine-Renault A110 1800 | 4                   | Alpine Renault Elf   | 5:16.47             | + 27.37             |                     |
| 6.                  | 5                   | Fulvio Bacchelli      | Bruno Scabini           | Fiat Abarth 124 Rallye   | 4                   | Fiat S.p.A.          | 5:26.27             | + 37.17             |                     |
| 7.                  | 16                  | Jean-Louis Clarr      | Jean-François Fauchille | Opel Ascona              | 2                   | Jean-Louis Clarr     | 5:33.57             | + 44.47             |                     |
| 8.                  | 12                  | Jean-François Piot    | Jacques Jaubert         | Renault 17 Gordini       | 2                   | Renault Elf          | 5:36.45             | + 47.35             |                     |
| 9.                  | 37                  | Jean-Marie Soriano    | Robert Simonetti        | Alpine-Renault A110 1800 | 4                   | Jean-Marie Soriano   | 6:08.38             | + 1:19.28           |                     |
| 10.                 | 19                  | Guy Fréquelin         | Jean Thimonier          | Alfa Romeo Alfetta       | 2                   | Guy Fréquelin        | 6:09.57             | + 1:20.47           |                     |
| Niet aan de finish  |                     |                       |                         |                          |                     |                      |                     |                     |                     |
| Pos.                | Nr.                 | Rijder                | Navigator               | Auto                     | Gr.                 | Inschrijving         | KP                  | Reden               |                     |
| NF                  | 1                   | Markku Alén           | Ilkka Kivimäki          | Fiat Abarth 124 Rallye   | 4                   | Fiat S.p.A.          | Na KP 14            | Uitgesloten         |                     |
| NF                  | 4                   | Guy Chasseuil         | Christian Baron         | Porsche 911              | 4                   | Guy Chasseuil        | 3                   | Over tijd limiet    |                     |
| NF                  | 6                   | Sandro Munari         | Mario Mannucci          | Lancia Stratos HF        | 4                   | Lancia Marlboro      | Na KP 3             | Motor               |                     |
| NF                  | 8                   | Bernard Darniche      | Alain Mahé              | Fiat Abarth 124 Rallye   | 4                   | Fiat S.p.A.          | 14                  | Differentieel       |                     |
| NF                  | 9                   | Amilcare Ballestrieri | Mauro Mannini           | Lancia Stratos HF        | 4                   | Lancia Marlboro      |                     | Elektrisch          |                     |
| NF                  | 11                  | Raffaele Pinto        | Arnaldo Bernacchini     | Fiat Abarth 124 Rallye   | 4                   | Fiat S.p.A.          | 3                   | Ongeluk             |                     |
| NF                  | 14                  | Francis Serpaggi      | Pinelli                 | Alpine-Renault A110 1800 | 4                   | Francis Serpaggi     | 1                   | Ongeluk             |                     |
| NF                  | 21                  | Giorgio Pianta        | Francesco Rossetti      | Fiat Abarth 124 Rallye   | 4                   | Fiat S.p.A.          | 1                   | Ophanging           |                     |
| NF                  | 22                  | Bernard Béguin        | Jacques Delaval         | Alfa Romeo Alfetta       | 2                   | Bernard Béguin       |                     | Differentieel       |                     |
| NF                  | 25                  | Jacques Henry         | Maurice Gelin           | Alpine-Renault A110 1800 | 4                   | Jacques Henry        | 1                   | Motor               |                     |

## Statistieken

#### Klassementsproeven
| Etappe           | Proef | Starttijd | Naam                               | Lengte   | Winnaar              | Tijd  | Gem. snelheid | Rally leider        |
| ---------------- | ----- | --------- | ---------------------------------- | -------- | -------------------- | ----- | ------------- | ------------------- |
| 1 (30 nov-1 dec) | 1     |           | Luri - Canari                      | 23,90 km | Jean-Pierre Nicolas  | 18:12 | 78,79 km/u    | Jean-Pierre Nicolas |
| 1 (30 nov-1 dec) | 2     |           | Santo Pietro - Croisement N199/D12 | 34,50 km | Jean-Pierre Manzagol | 24:46 | 83,58 km/u    | Jean-Pierre Nicolas |
| 1 (30 nov-1 dec) | 3     |           | Albertacce - X rf9/N195            | 30,30 km | Jean-Pierre Nicolas  | 26:34 | 68,43 km/u    | Jean-Pierre Nicolas |
| 1 (30 nov-1 dec) | 4     |           | Coti Chiavari - Stiliccione        | 21,10 km | Jean-Pierre Manzagol | 12:18 | 102,93 km/u   | Jean-Pierre Nicolas |
| 1 (30 nov-1 dec) | 5     |           | Porto Vecchio - Zonza              | 37,80 km | Jean-Louis Clarr     | 26:36 | 85,26 km/u    | Jean-Pierre Nicolas |
| 1 (30 nov-1 dec) | 6     |           | Aullène - Mocca Crocce             | 18,20 km | Jean-Claude Andruet  | 15:34 | 70,15 km/u    | Jean-Pierre Nicolas |
| 1 (30 nov-1 dec) | 7     |           | Tavera - Bastelica                 | 17,10 km | Jean-Claude Andruet  | 14:05 | 72,85 km/u    | Jean-Pierre Nicolas |
| 1 (30 nov-1 dec) | 8     |           | Bastilica - Cauro                  | 18,80 km | Jean-Claude Andruet  | 9:56  | 113,56 km/u   | Jean-Claude Andruet |
| 1 (30 nov-1 dec) | 9     |           | Palneca - Ghisoni                  | 34,60 km | Jean-Claude Andruet  | 28:54 | 71,83 km/u    | Jean-Claude Andruet |
| 1 (30 nov-1 dec) | 10    |           | Kamiesh - Zonza                    | 38,20 km | Jean-Pierre Nicolas  | 29:49 | 76,87 km/u    | Jean-Claude Andruet |
| 1 (30 nov-1 dec) | 11    |           | Aullène - Zicavo                   | 25,20 km | Jean-Claude Andruet  | 19:46 | 76,49 km/u    | Jean-Claude Andruet |
| 1 (30 nov-1 dec) | 12    |           | Cozzano - Ghisoni                  | 33,80 km | Jean-Claude Andruet  | 27:04 | 74,93 km/u    | Jean-Claude Andruet |
| 1 (30 nov-1 dec) | 13    |           | Ghisoni - Muracciole               | 16,60 km | Jean-Pierre Nicolas  | 13:18 | 74,89 km/u    | Jean-Claude Andruet |
| 1 (30 nov-1 dec) | 14    |           | Talasani - La Porta                | 24,80 km | Jean-Claude Andruet  | 20:15 | 72,85 km/u    | Jean-Claude Andruet |

#### KP overwinningen
| Rijder               | Aantal |
| -------------------- | ------ |
| Jean-Claude Andruet  | 7      |
| Jean-Pierre Nicolas  | 4      |
| Jean-Pierre Manzagol | 2      |
| Jean-Louis Clarr     | 1      |

## Kampioenschap standen

#### Constructeurs
| Pos. | Constructeur   | Ptn. |
| ---- | -------------- | ---- |
| 1    | Lancia         | 94   |
| 2    | Fiat           | 69   |
| 3    | Ford           | 54   |
| 4    | Toyota         | 32   |
| 5    | Alpine-Renault | 29   |

- Noot: Enkel de top vijf posities worden in de stand weergegeven.